# Балотаж
Балотаж (на английски: ballotage; на испански: Ballotage или balotaje) е вид избирателна система, при която се провежда втори тур на изборите с ограничен брой кандидати, получили най-много гласове на първия тур, но не и необходимия брой гласове, предвидени в закона, за да спечелят изборите и бъдат избрани. Като краен резултат само един от кандидатите е избран.
Системата работи по следния начин: всеки избирател подава гласа си само за един от кандидатите. Ако след първия тур нито един от тях не набере установеното от избирателния закон абсолютно мнозинство, тогава се провежда втори тур, като за втория тур се класират двамата кандидати с най-много гласове, а всички останали отпадат.
Тази система се използва в следните страни при избиране на президент:
Афганистан, Аржентина, Австрия, Бразилия, България, Чили, Хърватия, Кипър, Доминиканска република, Финландия, Гана, Гватемала, Индонезия, Полша, Португалия, Румъния, Сърбия, Словакия, Украйна, Уругвай и Зимбабве.